# مارتن أوليف
مارتن أوليف (18 أبريل 1958 في المملكة المتحدة - ) (بالإنجليزية: Martin Olive)‏ هو لاعب كريكت بريطاني. لعب مع نادي مقاطعة سومرست للكريكت ‏ وDevon County Cricket Club ‏.